# 大倉喜八郎
大倉 喜八郎（おおくら きはちろう、天保8年9月24日（1837年10月23日） - 昭和3年（1928年）4月22日）は、日本の武器商人、実業家。 明治・大正期に貿易、建設、化学、製鉄、繊維、食品などの企業を数多く興した。中堅財閥である大倉財閥の設立者。渋沢栄一らと共に、鹿鳴館、帝国ホテル、帝国劇場などを設立。東京経済大学の前身である大倉商業学校の創設者でもある。従三位男爵。号は鶴彦。

## 生涯

### 生い立ち

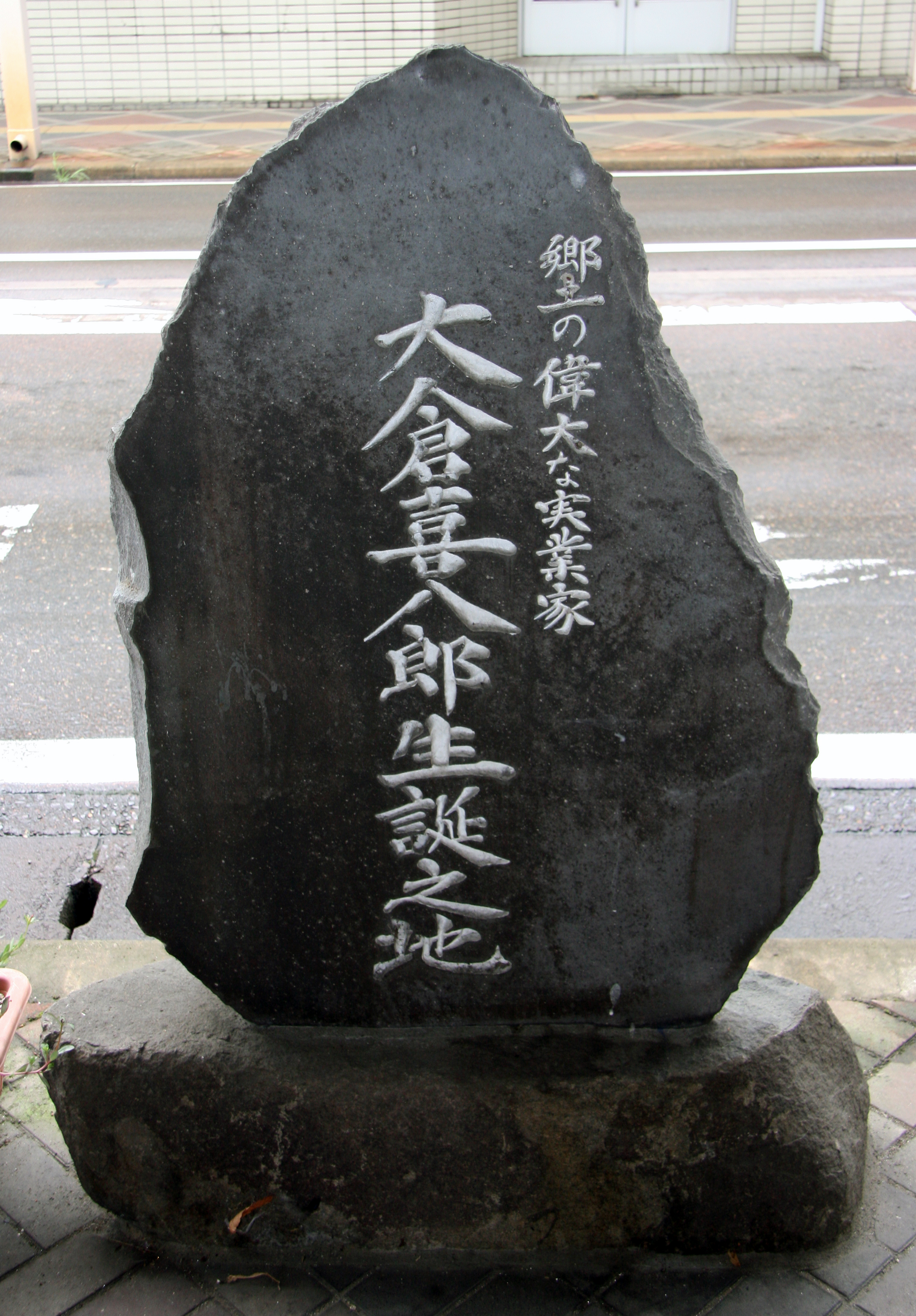
新発田市内旧下町に立つ大倉喜八郎生誕之碑（新潟県新発田市）

天保8年（1837年）9月24日、越後国蒲原郡新発田町（現新潟県新発田市）の下町に父・千之助、母・千勢子の三男として生まれる。幼名は鶴吉。23歳の時に尊敬していた祖父の通称・喜八郎から名を取り、喜八郎と改名。
大倉家は喜八郎の高祖父の代より新発田の聖籠山麓の別業村で農業を営むが、曽祖父・宇一郎（初代定七）の時、兄に田地を返し、商いで生計を立てる。祖父・卯一郎（2代目定七）の時に、薬種・砂糖・錦・塩などで大きな利益を得、質店を営み始める。この頃より藩侯への拝謁を許されるようになる。父・千之助（4代目定七）は、天保の大飢饉で米倉を開き窮民に施すなどの経緯から、藩主から検断役を命じられるほどの家柄であったという。自叙伝『大倉鶴彦翁』などでは、"大倉家は累代の大名主で、苗字帯刀を許され、また下座御免の格式ある家柄であった"との旨が記されている。史実として、大倉家が新発田藩の大名主で苗字を名乗れた高い身分であったことは事実とされる。喜八郎は家業を手伝う傍ら、8歳で四書五経を学び、12歳の時から丹羽伯弘の私塾積善堂で漢籍・習字などを学ぶ。この時に陽明学の「知行合一」という行動主義的な規範の影響を受けたといわれる。
嘉永4年（1851年）、丹羽塾同学の白勢三之助の父の行動により、酒屋の営業差止めに追い込まれた事に大変憤慨し、江戸に出ることを決意。同年中に江戸日本橋長谷川町（現日本橋堀留町）の狂歌の師・檜園梅明（ひのきえん・うめあき）を訪ね、檜垣（ひがき）の社中に入る。

### 鰹節商・乾物商時代
江戸到着後、狂歌仲間の和風亭国吉のもとで塩物商いの手伝いを経たのち、中川鰹節店で丁稚見習いとして奉公した。丁稚時代に安田善次郎と親交を持つようになる。安政4年（1857年）には奉公中に貯めた100両を元手に独立し、乾物店大倉屋を開業。
横浜で黒船を見たことを契機に乾物店を慶応2年（1866年）に廃業し、同年10月に小泉屋鉄砲店に見習いに入る。約4ヶ月間、小泉屋のもとで鉄砲商いを見習い、慶応3年（1867年）に独立し、鉄砲店大倉屋を開業。

### 鉄砲商時代
神田和泉橋通りに開業した大倉屋は「和泉橋通藤堂門前自身番向大倉屋」と名乗り、小泉屋鉄砲店が出入りする屋敷先とは一切の商売をしないと証文を出した。
店頭には現物を置く資金がなかったため、注文を受けては横浜居留地に出向き百数十度に渡り外商から鉄砲などを購入した。不良銃を高値で売りつける鉄砲商が多かったため、良品を得意先へ早いかつ安い納品を心がけていた大倉屋は厚い信用を博した。そののち官軍御用達となり、明治元年（1868年）には新政府軍の兵器糧食の用達を命じられるまでになった。明治4年（1871年）7月以降は、鉄砲火薬免許商として、諸藩から不要武器の払い下げを受ける。

### 御用達商人としての活躍
大倉は明治元年（1868年）に有栖川宮熾仁親王御用達となり、奥州征討軍の輜重にあたる。これ以後、明治7年（1874年）の台湾出兵の征討都督府陸軍用達、明治10年（1877年）の西南戦争で征討軍御用達、明治27年（1894年）の日清戦争では陸軍御用達として活躍。日露戦争の際は軍用達となり、朝鮮龍巌浦に大倉組製材所を設立した。

### 実業家として

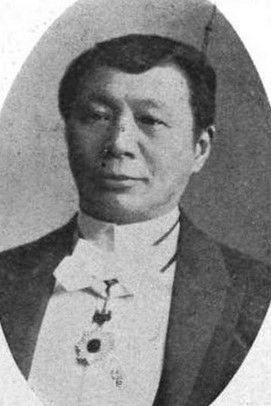
大倉喜八郎、1908年頃

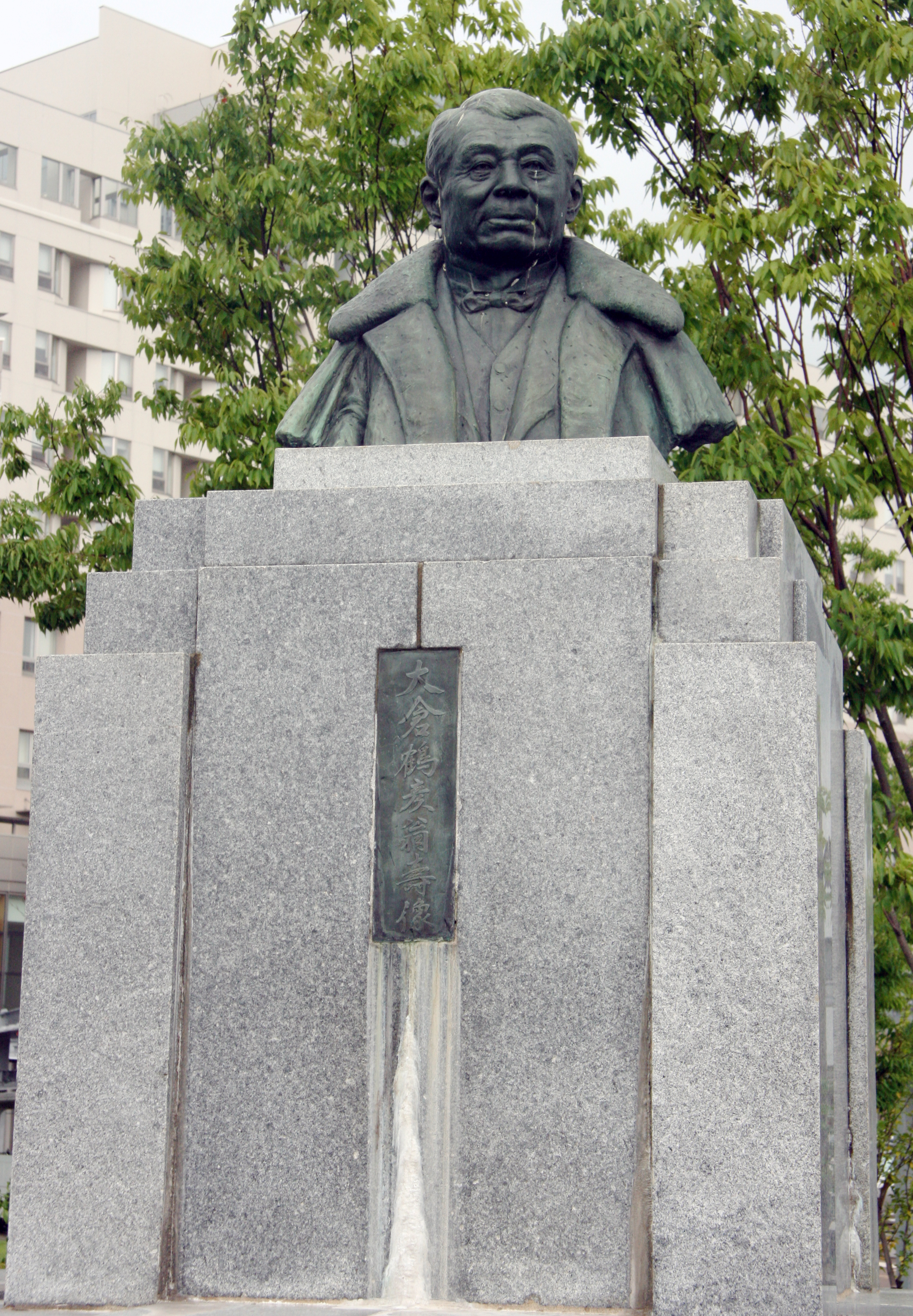
大倉製糸場の跡地に立つ大倉喜八郎の胸像（新潟県新発田市本町県立新発田病院）

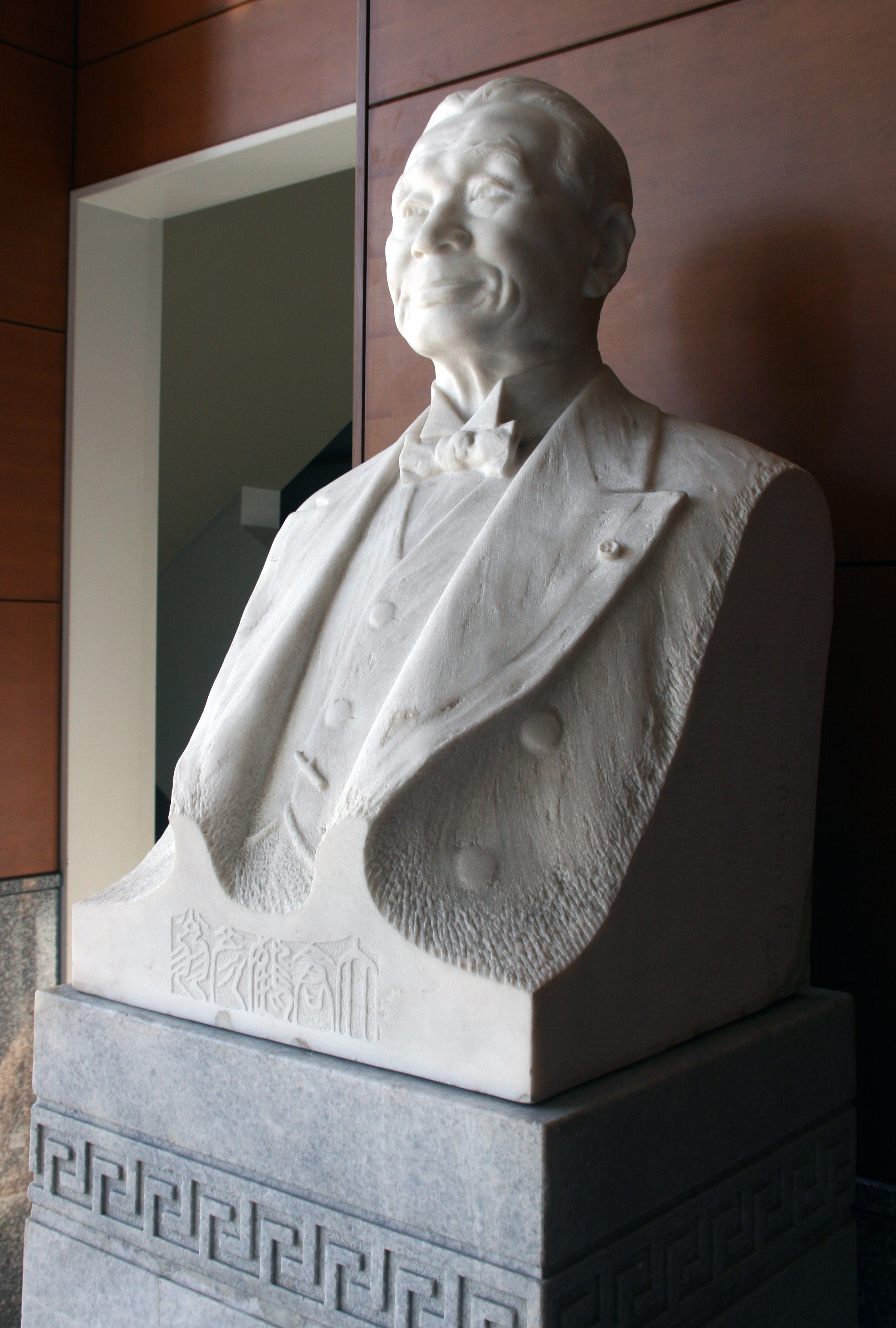
東京経済大学100周年記念館内大倉喜八郎の胸像（東京都国分寺市南町）

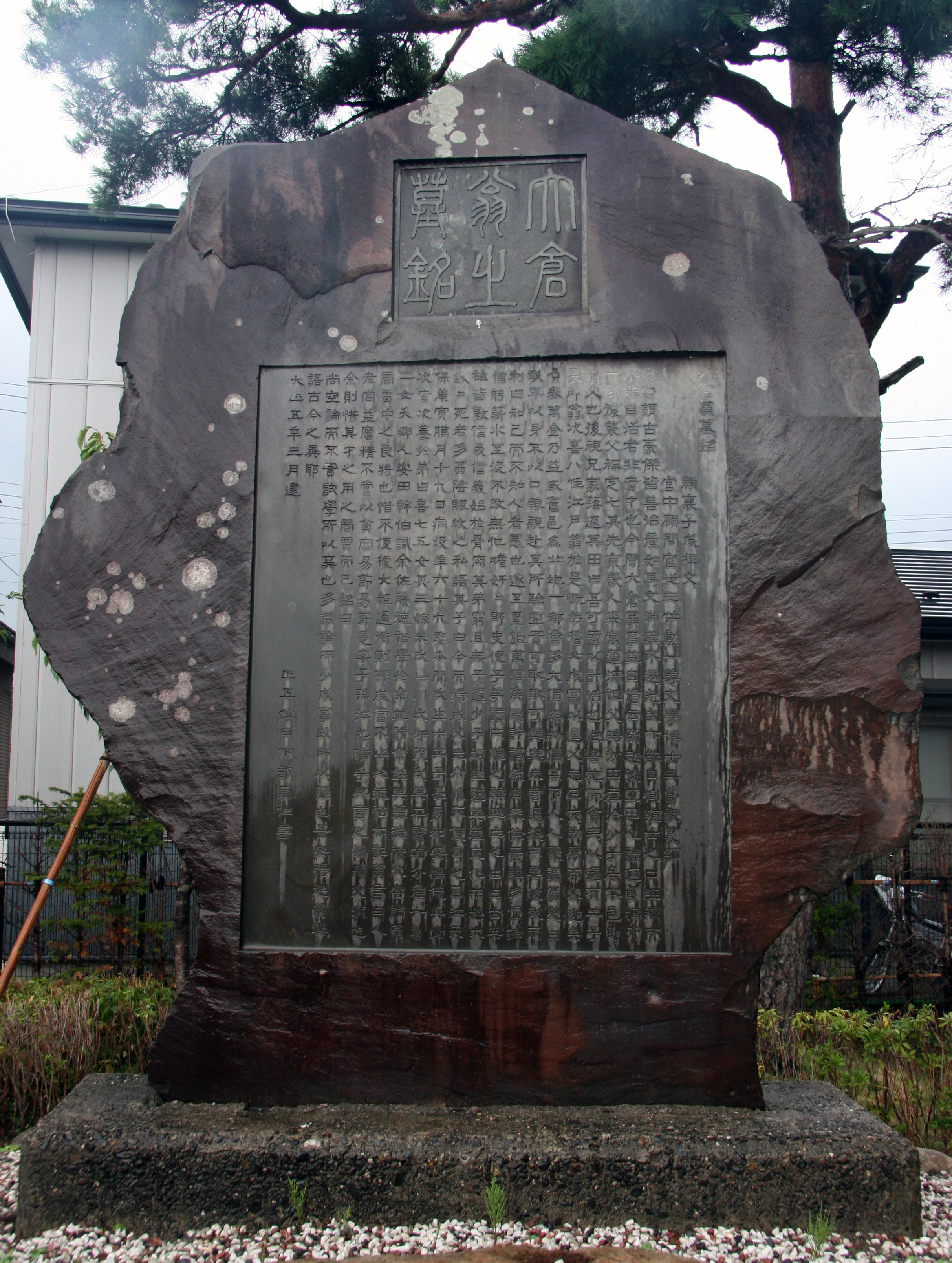
東公園内に立つ大倉翁墓銘（新潟県新発田市諏訪町東公園）

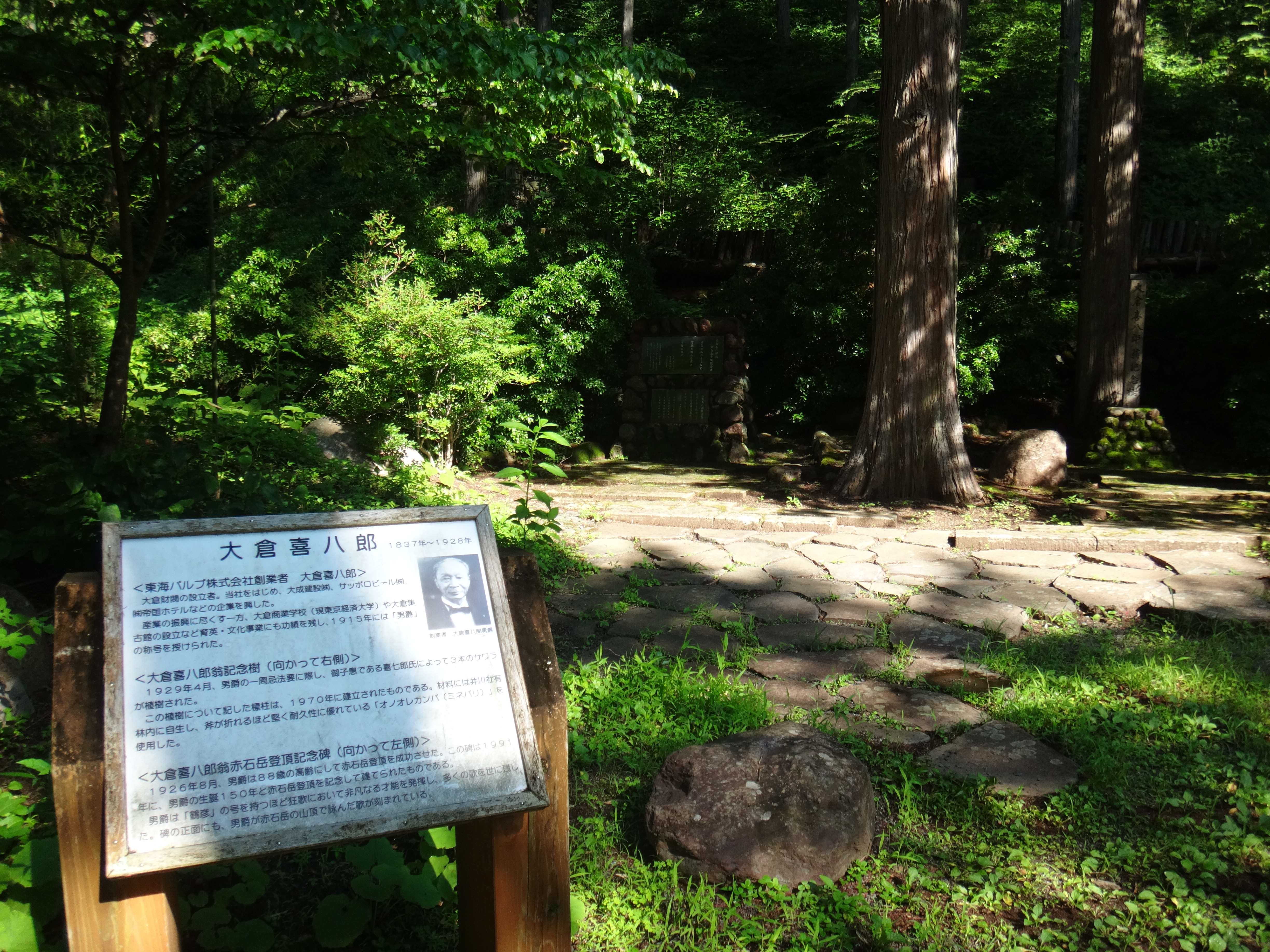
赤石岳麓の椹島にある大倉喜八郎碑

明治4年（1871年）3月に新橋駅建設工事の一部を請け負う。同じ頃、高島嘉右衛門らとともに横浜水道会社を設立し、建設工事に着工。同年頃、貿易商社を横浜弁天通に開設し、海外貿易にも携わるようになる。欧米の文物の輸入から服装の一変を予見し、洋服裁縫店を日本橋本町に開設した。明治5年（1872年）3月には銀座復興建設工事の一部を請け負う。
明治7年（1874年）の台湾出兵の際には、陸軍兵3千人分の物資を運ぶ人夫や職工など500名を手配する事となり、薩摩の御用達だった田中長兵衛と長州の御用達だった有馬屋清右衛門に半数ずつ準備するよう依頼し、当時疫病の蔓延していた台湾へ自ら率先して渡った。
明治8年（1875年）に東京会議所の肝煎となる。この時、東京府知事・楠本正隆の要請で渋沢栄一も肝煎となり、以後50年に及ぶ親交を持つ。明治9年（1876年）には大久保利通とロンドンで会見した折に要請・協議した、被服の製造所である内務省所管羅紗製造所（千住製絨所と改称）を設立（払い下げは遅れた）。
明治10年（1877年）の東京商法会議所（現、東京商工会議所）、横浜洋銀取引所（横浜株式取引所）を皮切りに、様々な方面で新規事業の設立に関与した。1878年（明治11年）には東京府会議員に選出された。明治14年（1881年）に鹿鳴館建設工事に着工、藤田伝三郎らとともに発起人となった大阪紡績会社も設立した。明治15年（1882年）3月には日本初の電力会社・東京電燈を矢島作郎、蜂須賀茂韶とともに設立し、宣伝の一環として銀座大倉組商会事務所前で日本初のアーク灯を点火し、驚嘆した市民が毎夜見学に押しかけた。明治20年（1887年）には藤田らと共同して日本土木会社、内外用達会社を設立し、大倉組商会の事業を継承した。同年に帝国ホテルも設立した。この他に東京瓦斯、京都織物会社、日本製茶、東京水道会社などの株主や委員などにも名を連ねるなど、日本の近代化に尽力した。
明治23年（1890年）、帝国議会が発足したときには政府と大倉とのあいだの赤坂の土地の払下げ（4万円）及び再買上げ（8万円）の疑惑が、犬養毅によって厳しく追及された。
明治26年（1893年）に大倉土木組（現・大成建設）を設立し、日本土木会社の事業を継承、大倉組商会と内外用達会社を合併するなど、この頃から大倉財閥の片鱗を窺わせ始める。
東京奠都から約30年が経過した明治29年（1897年）には、財閥や新聞社・通信社が編成した奠都三〇年祝賀会委員に加わり、奠都三〇年祭を開催した。
日本初の私鉄である東京馬車鉄道をはじめ、九州鉄道、山形鉄道、北陸鉄道、成田鉄道、日本国外では台湾鉄道、京釜鉄道、金城鉄道、京仁鉄道など日本国内外で数多くの鉄道企業への参加、出資などを行なった。大倉は教育機関の創設にも熱を入れ、明治32年（1899年）、韓国に善隣商業学校（韓国・現善隣インターネット高等学校）、明治40年（1907年）9月に大阪大倉商業学校（現・関西大倉中学校・高等学校）を創設した。特に明治33年（1900年）、還暦銀婚祝賀式の記念事業として私財50万円を投じて大倉商業学校（現・東京経済大学）を創設したことは米国の雑誌『THE NATION』で美挙と報じられた。
その傍ら、1905年（明治38年）、合名会社大倉組に保険部を新設し、イギリスの保険会社コマーシャル・ユニオン、ノーウィッチ・ユニオンの日本総代理店となった。この部門は1911年、日本初の再保険社である日清火災海上保険として独立した。
明治39年（1906年）に麦酒三社合同による大日本麦酒株式会社設立に関係し、翌40年（1907年）には日清豆粕製造（現・日清オイリオグループ）、日本皮革（現・ニッピ）、日本化学工業、帝国製麻（現・帝国繊維）、東海紙料（現・東海パルプ）を設立。
明治42年（1909年）日本ホテル協会会長。同年、大倉組副頭取に門野重九郎が就任する。
明治44年（1911年）に商事・工業・土木部門を営む株式会社大倉組を設立するも17年に大倉工業株式会社、大倉土木組と分離し、大正7年（1918年）には大倉商事株式会社と改称し、大倉組のコンツェルン化を行った。
昭和2年（1927年）、関東大震災の打撃により営業休止となった日清火災海上保険を、大倉火災海上保険（現・あいおいニッセイ同和損害保険）を新設して吸収合併するなど、晩年まで精力的に活動した。同年1月5日に隠居し、嗣子・喜七郎が家督を継承した。

### 死後
昭和3年（1928年）4月22日大腸癌のため死去、享年92（満90歳）。戒名は大倉喜七郎が選定し、大成院殿礼本超邁鶴翁大居士となる。4月28日に赤坂本邸で葬儀が行われ1,000個に及ぶ花環・弔旗が贈られた。墓所は護国寺。政界からは首相・田中義一を始め若槻禮次郎、浜口雄幸、床次竹二郎、清浦奎吾、関屋貞三郎など、実業界からは三井高棟（三井財閥）、岩崎小弥太（三菱財閥）、安田善三郎（安田財閥）、馬越恭平、浅野総一郎（浅野財閥）ら、国外からは張作霖、陳宝琛、段祺瑞、蔣介石などであった。午前9時から行われた告別式では午後3時までに1万1,989名が参列した。朝日新聞や読売新聞内で渋沢栄一、益田孝、武者小路実篤らが大倉について言及した。
1938年、チリ（1818年独立）における大倉組としての貢献について、大倉土木の門野重九郎（会長。1914年 - 1937年）が、チリ政府からグランデ・オフィシエ・アル・メリット勲章を授与された。

## 人物

### 日本企業初の海外進出と3度に渡る欧米渡航
- 明治5年（1872年）7月4日に民間人としては初の欧米経済事情の視察に出発。サンフランシスコ、ニューヨーク、ワシントン、シカゴ、パリ、ロンドン、ローマ、ウィーンなどを訪れた。欧州滞在中に岩倉使節団と交流し、翌年8月頃帰国した。帰国後の10月に大倉組商会を設立し、自らは頭取となる。その後すぐにロンドンに日本企業初の海外支店・大倉組商会倫敦支店を設置する。日朝修好条規締結後、いち早く朝鮮貿易も始め釜山浦支店も設置。この洋行の通訳として雇った手島鍈次郎はのちに大倉組副頭取になった[20][21]。このときの同船者には松平忠礼、橋本綱常、横井佐平太（横井太平兄）らがいた[22]。
- 明治17年（1884年）5月29日から翌18年（1885年）1月7日までの二回目の欧米旅行では、欧米の他、インドにも訪れ、茶箱輸出の展望を得た。
- 三度目は明治33年（1900年）5月4日から9月24日の欧米商業視察では妻の徳子、嗣子の喜七郎も同行した。パリ万国博覧会への参加や革命記念祭、ロスチャイルド家からの招待を受けるなどした。
  - その後上海、天津、ニューヨーク、台北、メルボルン、シドニーなどにも大倉組商会の支店・出張所を設置した。

### 趣味
- 大倉は狂歌振興の同好会・面白会の結成への参加、「大倉鶴彦」名義で狂歌集を刊行するなど、狂歌の創作に熱心だった。少年の頃より戯れ歌に興味を持った大倉は、父に連れられ14歳の時に大極園柱の門に入り狂歌を学ぶ。和歌廼門鶴彦（わかのと・つるひこ）を称し、江戸に狂歌を投稿し『狂歌甲乙録』に数葉掲載された。その後もことある毎に狂歌を詠み、没する14日前の感涙会までその活動は続いた。その数は数万首にも及ぶとされるが、関東大震災で大部分は焼失してしまった。小池藤五郎は「日本文学史上、これほど長期に渡り、作者として立った人物は、他に見当たらない」と、幸田露伴は「まことに心からすきたる水晶の璧にいつわりなく、あとからつけたる付焼刃の地金あやしき風流にはあらず」と評価した。
- 美術品収集家としても知られる。明治維新の直後、オランダ人に売られる直前だった桂昌院（徳川綱吉の母）御霊屋の遺物を建物を買い取ったことを契機に美術品収集が始まり、1900年（明治33年）に義和団の乱に乗じてロシアが略奪した中国の美術品を船ごと買い取ることも行った[23]。これら美術品を中心に1917年（大正6年）には邸宅内に日本初の私立美術館大倉集古館開設した。
- 狂歌以外にも一中節を趣味とした大倉は「都一鶴」という芸名をもち、「感涙会」では歌われないことはなかったとされる。また蒐集した本阿弥光悦を気に入り、60歳にして本阿弥光悦流の書の手習いを始め、朝4時に起床し7,80枚書くなど練習を重ね、晩年は全国書道大会の委員長を務めた。
- 大正15年（1926年）8月に秩父宮雍仁親王が立山を踏破したことに感激し、88歳でカゴと背負子に担がれた「大名登山」で南アルプス赤石岳に登頂する[24]など公私共に豪快な日々を送った。

## 評価
大倉の評価は驚くほどに二分される。「世にもまれな商傑」「日本の近世における大偉人」「すべてを超越した人」「木に例えれば三千四千年を経た大樹」などと絶賛される。
一方で、大久保利通や井上馨らとの親交から「政商」、「死の商人」、「グロテスクな鯰」と酷評された。毎日新聞で連載された木下尚江の反戦小説『火の柱』で大倉をモデルとした悪徳商人が「戦地に送られた牛肉の缶詰に石が詰まっていた事件」の犯人として描かれたことにより、それが事実として大倉の仕業と人々に信じられてしまった。実際は名古屋丸搭載の軍用缶詰に石ころが混入していた事件は、大連湾での積み下ろしの際に発覚したもので東京の山陽堂の荷物であったという。

## 栄典
- 明治21年（1888年）11月6日：正六位[26]、金製黄綬褒章[27][28]
- 明治30年（1897年）10月28日：勲四等旭日小綬章[29]
- 明治31年（1898年）11月：有功章（日本赤十字社より）
- 明治35年（1902年）
  - 2月22日 - 従五位[30]
  - 11月3日：勲三等旭日中綬章[31]
- 明治40年（1907年）9月26日：勲二等瑞宝章[32]
- 明治41年（1908年）12月：勲一等八卦章[33]
- 明治44年（1911年）7月10日：正五位[34]
- 明治45年（1912年）2月10日：二等第二双竜宝星章[35]
- 大正4年（1915年）
  - 1月26日：二等嘉禾章[36]
  - 12月1日：男爵[37][38]
- 大正6年（1917年）11月：一等大綬嘉禾章[39]
- 大正8年（1919年）2月8日：支那共和国二等大綬宝光嘉禾章
- 大正9年（1920年）7月：ロワ・アルベール徽章[40]
- 大正11年（1922年）12月11日：従四位[41]
- 大正13年（1924年）2月11日：勲一等瑞宝章[42]
- 大正14年（1925年）9月10日：一等大綬宝光嘉禾章[43]
- 大正15年（1926年）10月29日：グラン・クロア・レオポール第二世勲章[44]
- 昭和3年（1928年）
  - 1月20日：旭日大綬章[45][46]。実業家としては初の受賞
  - 4月22日：従三位[47]

## エピソード
- 丁稚時代、安田善次郎とは「善公」「喜八（きっぱ）」と呼び合う仲だった。
- 37歳で正妻を娶った大倉は不忍池を颯爽と馬を走らせる持田徳子に心を惹かれた。当時の女性としては珍しい乗馬が趣味の徳子は佐渡出身で大倉との歳の差は20であったが、熱心に申し入れた結果婚約するに至った。
- 明治12年（1879年）2月に北越親睦会（現、新潟県人会）の開催を主催し、会長も務めた。
- 明治17年（1884年）9月に皇居造営工事の一部を請け負った。
- ロンドン視察の折、大倉が重役を務める企業名を列記した名刺を提示した所、「専門がなければ事業は成功しない、多数の会社に関係していては得るところがない、そのような人物と合う必要がない」と面会を断られたことがある。
- 大正13年（1924年）9月24日、米寿記念として『狂歌鶴彦集』を刊行。序文は幸田露伴。
- 米寿の折、大倉が建設に携わった帝国劇場で、記念興行『上野の戦争』の外題で彰義隊に詰問される大倉の場が演じられた。
- 『喜八郎快商物語』として大倉喜八郎記念東京経済大学学術芸術振興会で人形浄瑠璃の講演がなされた。
- 台湾銀行設立時より監査役を務めたが、商法で認められた職権として営業監査を行おうとしたところ台銀がこれを拒んだため即日辞表を提出し、所有していた台銀株のすべてを売却した。[48]大倉の監査役任期は明治32年7月5日から大正13年9月30日[49]。

### 3つの冒険
大倉は後年『大倉鶴彦翁』『鶴翁余影』などの中で3つの冒険譚を語っている。
第1の冒険
上野戦争の前日、彰義隊の騎馬2000余りが鉄砲店大倉屋を訪れ、「御用召」だと言い大倉に同行を迫った。この前日に同じく鉄砲屋であった手代のものが彰義隊に殺されていたため、大倉は覚悟を決め同行した。寒松院の本営につくと彰義隊将校らに「長年、公方様（徳川将軍）のおかげで商売をしているにもかかわらず、官賊に味方し便宜を図らい、公方様のために働く彰義隊へ不利益なことをする憎いやつである」と詰問を受ける。これに対し大倉は「現金引換で武器を仕入れている大倉屋は、代金を一文ももらえぬ彰義隊とは商売できない。また、自分は越後の国出身で公方様にはお世話になっていない」と答えた。彰義隊の将校は「大倉に道理がある。金を払うので三日以内に三百挺のミンヘル銃を納めろ」と言うと大倉は「大切な御用を仰せつかりましたので、物騒な山内を護衛していただきたい」と答え、三枚橋の橋本という駕籠屋まで送り届けさせた。このエピソードが「上野の戦争」「明治の曙」などの外題で芝居や講談になった。
第2の冒険
上野戦争の後の東北戦争の際、東北唯一の勤皇党であった弘前藩の西館平馬（後に弘前藩家老、その後大倉組商会の会計となる）からミンヘル銃2500挺の注文を受ける。しかし弘前藩に金はなく蔵米との交換という通常では考えられない注文であった。大倉は運試しの一つだと、この依頼を引き受ける。現金引換で武器を買っていた大倉屋には当然金がなく、大倉は全財産を売り払って金を用意し、ミンヘル銃2500挺と弾薬を用意した。運送費往復で1万両、米の積込み期限を7日間とし1日延長するごとに500両という破格の取り決めで、ドイツの大きい帆船に荷物を乗せ出発。この時、アメリカ一番館のウォルシュ・ホールから海上保険をかけるように強く勧められたが「妻子がいないので受け取り手がいない」と答えた。榎本武揚が陣を敷く函館に止むえず寄港した際、検問を受けそうになるも、「銃を積んであることを内密に」と頼んであったことからドイツ人船長が機転を利かせ危うく機を逃れた。蔵米の積込みのために借り入れた小舟を官軍が函館攻撃準備のために取られてしまうため、弘前藩から徽章を借り、船頭たちに官軍御用の格好をさせるという機転を利かし、無事に蔵米を積み終え、20日余りのちに横浜に到着した。
第3の冒険
西南の役の折、米の輸送のため釜山に渡った。陸軍御用船「玉浦丸」で戻るつもりだった大倉だが内戦中だったため、大倉を残し戻ってしまう。西郷隆盛の勢いがまだまだ強く、次の郵船がいつ来るかわからないと考えた大倉は、一刻も早く帰りたかったためイカ釣りの漁船に頼み、博多まで向かった。玄界灘を渡っていると嵐に見舞われ九死に一生を得る。対馬の厳原で嵐が過ぎるのを待ち、無事に博多へ帰還した。大倉は『致富の鍵』の中で「寿命を30年貸してくれるならば、あのようなことをもう2、3度やってみたい」としている。

## 設立に関与した主な企業・建築
設立に関与した企業・建築は200以上に及ぶと言われるが、戦後GHQによる公職追放、財閥解体などによりその数は減少した。大倉と他の財閥との大きな違いは銀行を作らなかったことだ。渋沢栄一の「第一国立銀行釜山支店」や「台湾銀行」などの設立に関わったり、特殊銀行である日本勧業銀行（現みずほ銀行）日本興業銀行、農工銀行などで監査役、相談役などに就任したものの、大倉は自身の銀行を持たなかった。

### 企業

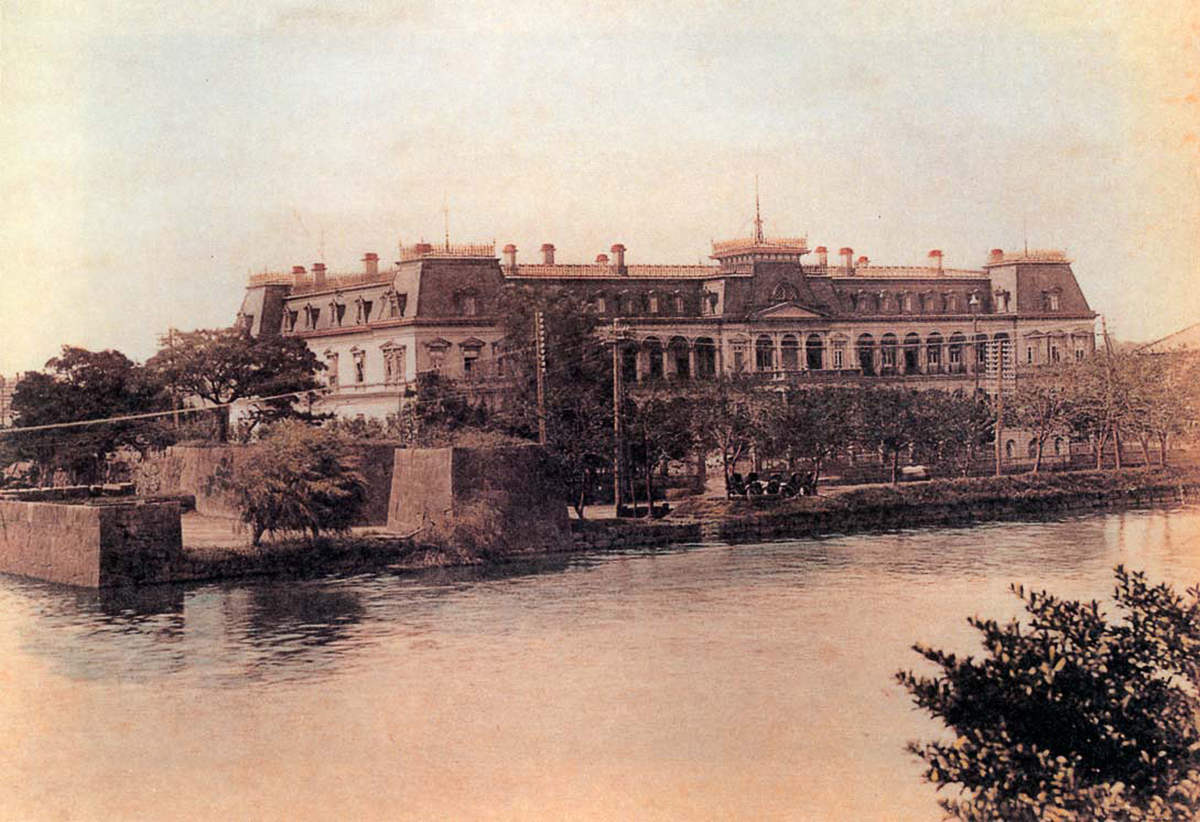
初代帝国ホテル

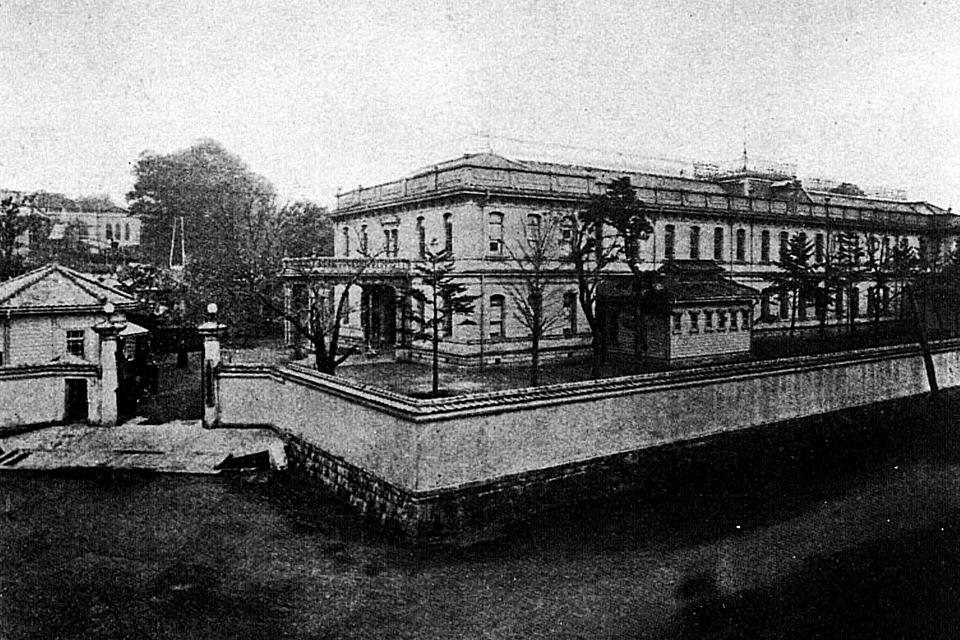
大倉商業学校

- 帝国ホテル - 喜八郎の没後は長男の喜七郎へ経営権が移るが敗戦により公職追放。この追放時に支配人の犬丸徹三と復権の約束があったとする説がある。

- ホテルオークラ - 喜七郎が設立。

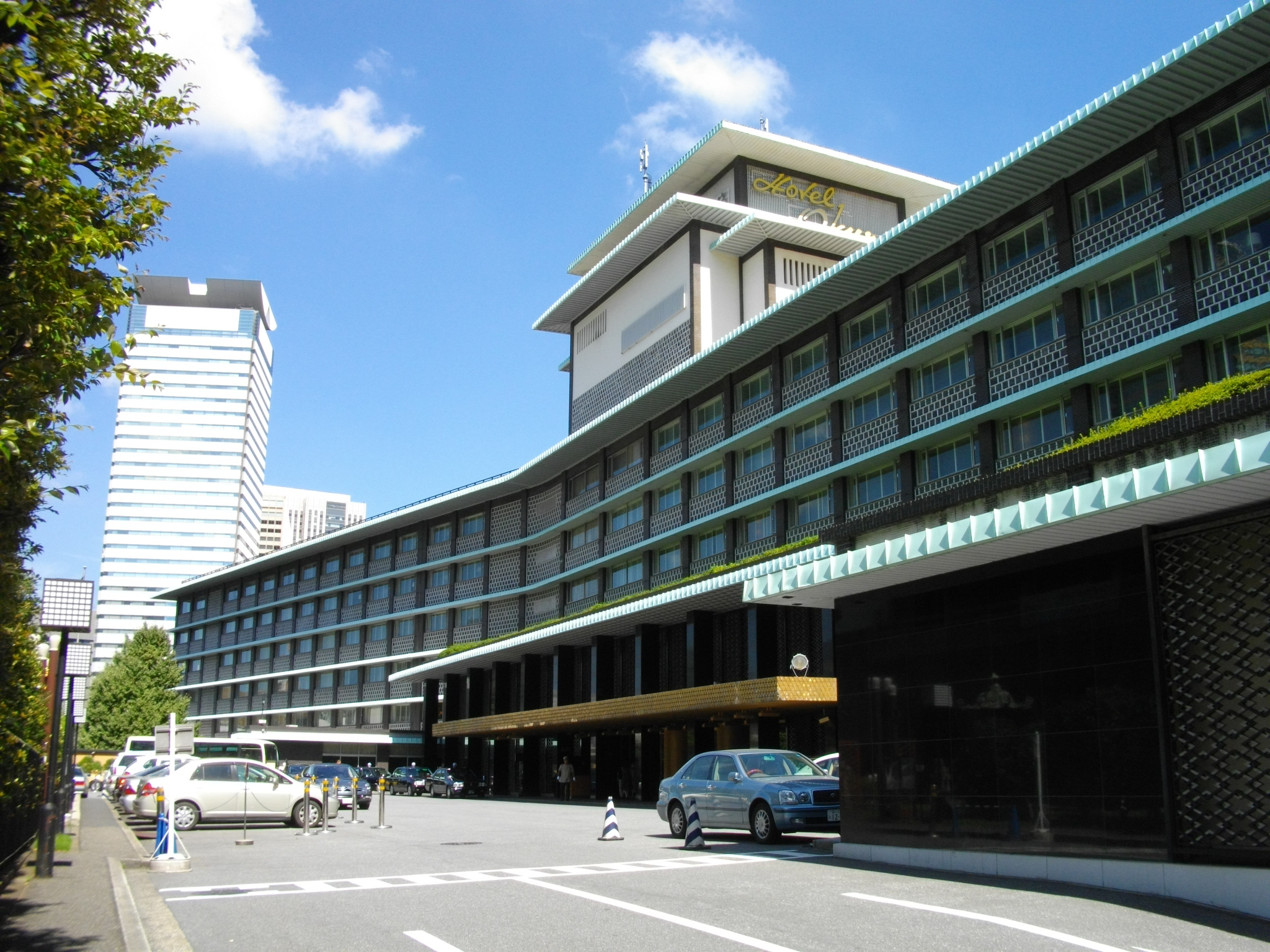
ホテルオークラ東京

- 大倉鉱業 - 1943年に大倉財閥の持ち株会社である合名会社大倉組を吸収合併した事実上の大倉財閥中核会社。戦後財閥解体の対象企業になるが、1949年創業時から代々大倉組本社を構えていた土地・建物などを継承して中央建物株式会社として発足する。現在でもホテルオークラや大成建設・MS&ADインシュアランスグループホールディングス・ニッピ・リーガルコーポレーション・特種東海製紙など大倉財閥と関係のあった企業の株式を所有しており中核会社としての役割を果たしている。なお筆頭株主は公益財団法人大倉文化財団。
- 大倉土木（現大成建設）
- 大倉商事（1998年経営破綻）

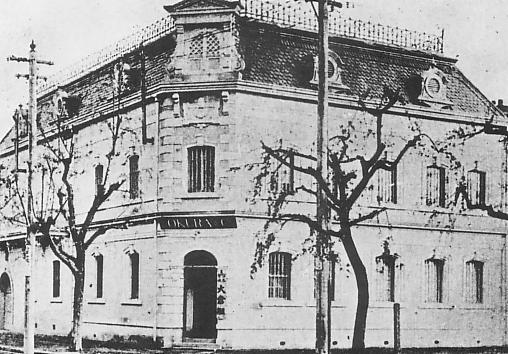
明治期の大倉組本社

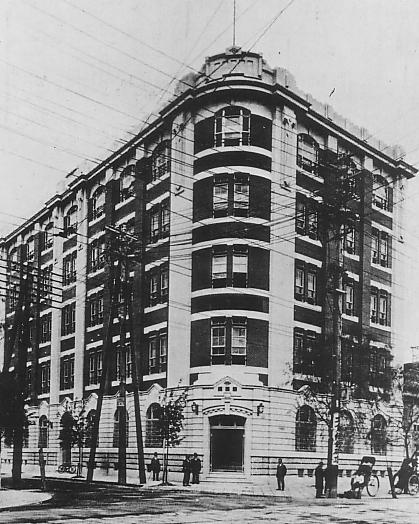
大正期の大倉組本社

- 千代田火災海上（現・あいおいニッセイ同和損害保険）
- 日清製油（現・日清オイリオグループ）
- 東海パルプ
- 川奈ホテル
- 帝国繊維
- サッポロビール
- リーガルコーポレーション
- ニッピ
- 日本化学工業
- 東京製綱
- 日本無線
- 本渓鋼鉄 - 中華民国・（のち満州国遼寧省本渓）
- 東京電燈
- 富士銀行（現みずほ銀行）
- 太陽生命

### 教育機関
- 大倉商業学校（現・東京経済大学）
- 大阪大倉商業学校（現・関西大倉高等学校）
- 善隣商業学校（韓国・現善隣インターネット高等学校）

### 建築・設備
- 鹿鳴館
- 帝国ホテル（1890年竣工）
- 帝国劇場
- 大倉集古館 - 日本初の私立美術館
- 大倉山公園 - 神戸市
- 湊川隧道 - 神戸市
- 大倉山ジャンプ競技場 - 1931年、息子の喜七郎が設立し札幌市に寄贈。
- 祇園閣 - 祇園の別荘「真葛荘」に伊東忠太に依頼し、1928年に完成。高閣の先端には「羽ばたく鶴」となっている。
- 天神橋 - 大阪（藤田組と共同）
- 日本赤十字社 - 日本初の病院建築物
- 旧大倉喜八郎小田原別邸「共寿亭」 - 大正9年に神奈川県小田原市板橋に別荘として建設[50]。敷地約3600坪、楼閣風の2階を持つ和風建築の建物は小さめの玄関、隠し階段など、暴漢を防ぐための工夫がなされている[51]。喜八郎の没後、主婦と生活社の大島秀一社長に買い取られ、その後割烹旅館「山月」として営業した[51]。小田原市登録有形文化財（平成14年登録、非公開)[52]。

## 家族・親族
- 大倉氏

```
∴
  男
  ┃
  ┣━━━━┓
  ┃　　　　┃
  男　　大倉宇一郎
　　　　　　┃
　　　　大倉卯一郎
　　　　　　┃
　　　　　　┣━━━━┳━━━━┳━━━━┳━━┳━━━┳━━━┳━━┳━━┓       
　　　　　　┃　　　　┃　　　　┃　　　　┃　　┃　　　┃　　　┃　　┃　　┃
　　　　　大倉卯吉　　男　　大倉千之助　　米　　乙川　　女　　　男　　女　　女
　　　　　　　　　　　　　　　　┃
  ┏━━━┳━━━━┳━━━━━╋━━━┓
  ┃　　　┃　　　　┃　　　　　┃　　　┃
  照　大倉光太郎　大倉信吉　大倉喜八郎　道
　　　　　　　　　　　　　　　　┃
　┏━━━┳━━━┳━━┳━━━╋━━━━┳━━━┳━━┳━━━┳━━━━┳━━━━┓
　┃　　　┃　　　┃　　┃　　　┃　　　　┃　　　┃　　┃　　　┃　　　　┃　　　　┃
  男　　大倉文吉　女　　女　大倉喜七郎　大倉米吉　鶴子　時子　大倉幸二　大倉雄二　大倉瑛三
　　　　　　　　　　　　　　　　┃　　　　　　　　　　　┃
　　　┏━━━━┳━━━┳━━━┫　　　　┏━━━━━━╋━━━━━┳━━━━━┓
　　　┃　　　　┃　　　┃　　　┃　　　　┃　　　　　　┃　　　　　┃　　　　　┃
　　喜代郎　大倉喜六郎　正子　てつ子　大倉彦一郎　　大倉豊次郎　大倉銀三郎　　美代子
　　　　　　　　┃
　　　　　　　大倉喜彦

```

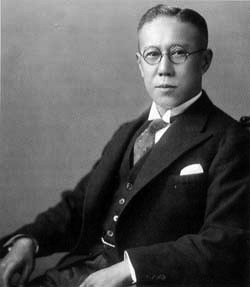
長男・喜七郎

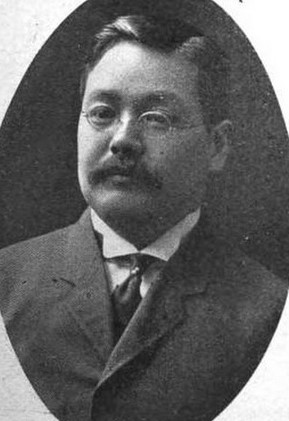
四女の婿養子・大倉粂馬

- 曽祖父：宇一郎（初代定七、1786年没）妻は溝口藩士の娘（1791年没）
- 祖父：卯一郎（二代目定七、1762～1830）妻は本間勘九郎の娘（1837年没）

両親
- 父：千之助
- 母：千勢子

妻妾
- 川口たま子（戸籍上はタマ。文吉の母）
- 持田徳子（戸籍上はトク。鶴子、時子、喜七郎の母。1875年5月17日結婚）
- 久保井優（戸籍上は勇。吉原引手茶屋の養女[53]。幸二、雄二、瑛三の母）

子
- 嗣子：喜七郎 （持田徳子との間の長男）
- 次男：米吉
- 子：幼死 （川口たま子との間の長男）
- 子：文吉 （川口たま子との間の二男）
- 子：幸二 （久保井優との間の長男。1916年～1992年）
- 子：雄二 （久保井優との間の二男。1919年～1999年）
- 子：瑛三 （久保井優との間の三男。1923年～1929年）
- 長女：幼死 （川口たま子との間の長女）
- 次女：幼死 （川口たま子との間の次女）
- 三女：鶴子 （徳子との間の第一子。戸籍上はツル。東京府士族高島小金治に嫁す）
- 四女：時子 （後に大倉の土木建築部門の責任者になった野口粂馬（1866～1954）を婿に迎える）
- 五女：幼死 （徳子との間の子）

内孫
- 喜代子（喜七郎の長女）
- 喜六郎（喜七郎の長男）
- 正子（喜七郎の次女。戸籍上はマサ子）
- てつ子（喜七郎の次女。戸籍謄本ではみつ子）

外孫
- 彦一郎（粂馬の長男。1947年に財閥家族に指定）
- 豊次郎（粂馬の次男）
- 銀三郎（粂馬の三男）
- 美代子（粂馬の子）